# 16174 Parihar
16174 Parihar (2000 AX116) là một tiểu hành tinh vành đai chính được phát hiện ngày 5 tháng 1 năm 2000 bởi Nhóm nghiên cứu tiểu hành tinh gần Trái Đất phòng thí nghiệm Lincoln ở Socorro.
Nó được đặt theo tên Raminder Kaur Parihar, the 2002 Intel Science Talent Search finalist (see Meanings of minor planet names: 16001–17000).